# Politique au Salvador

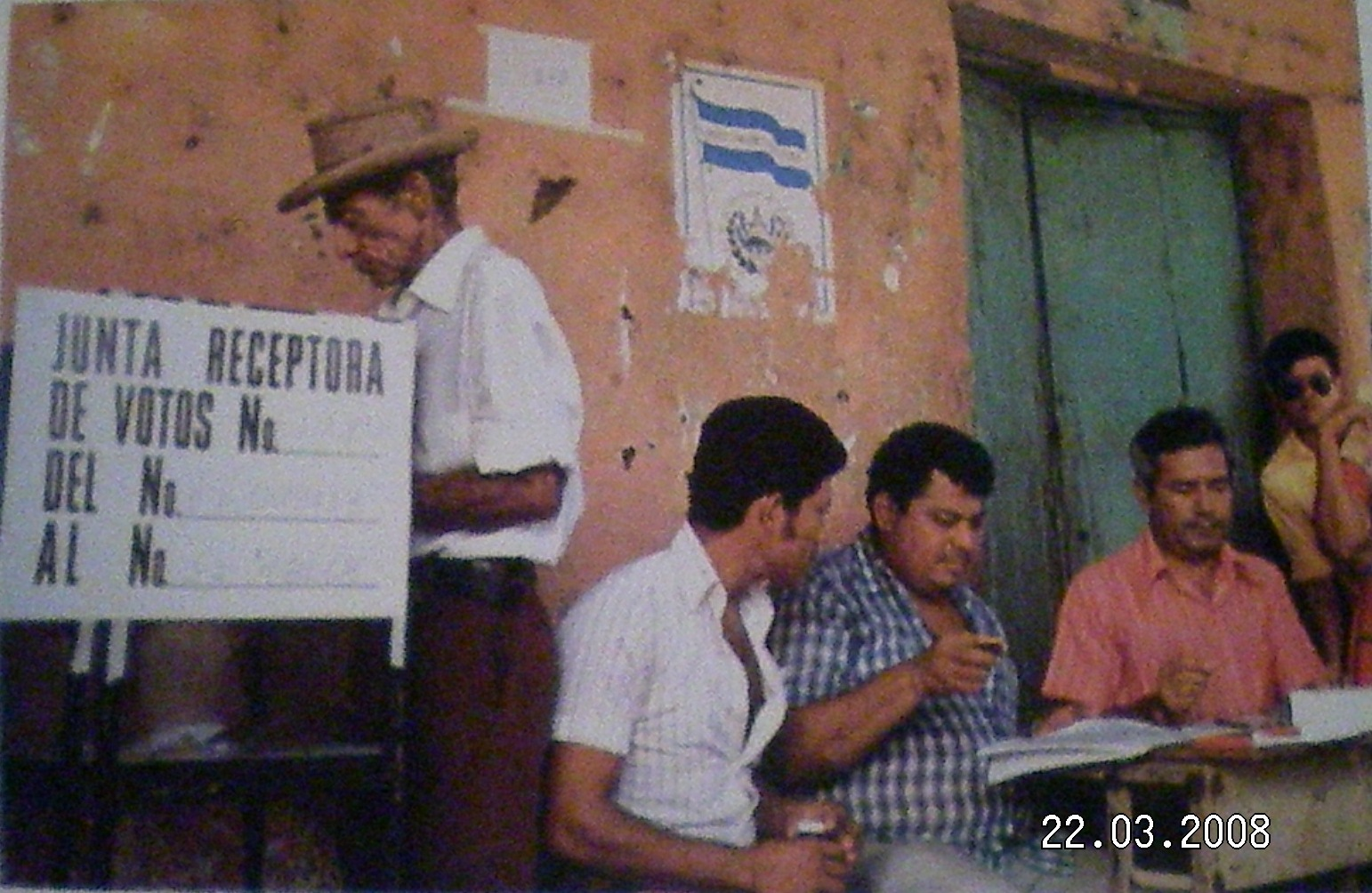
Urne typique du Salvador, 2003.

Le Salvador est une république démocratique gouvernée par un Président de la République et une assemblée législative unicamérale à 84 membres.
Le président est élu au suffrage universel direct à majorité absolue pour 5 ans. Si aucun candidat n'atteint 50 % des voix, un second tour est organisé.
Les membres de l'assemblée, appelés diputados (députés), également élus au suffrage universel, sont en service pour trois ans.
Il existe une Cour Suprême, indépendante du système judiciaire.
L’élection présidentielle, qui a eu lieu les 2 février et 9 mars 2014, a donné vainqueur Salvador Sánchez Cerén, du parti FMLN, avec 50,11 % des voix. Il est président de la République depuis le 1er juin 2014. Les élections législatives de 2015 ont été remportées par l’ARENA.

## Pouvoir exécutif
| Fonction                        | Nom          | Parti | Depuis             |
| ------------------------------- | ------------ | ----- | ------------------ |
| Présidente de la République     | Nayib Bukele |       | 4 février 2024.    |
| Vice-président de la République | Félix Ulloa  |       | 1er décembre 2023. |

Le président du Salvador est élu au scrutin uninominal majoritaire à deux tours pour un mandat de cinq ans non renouvelable de manière consécutive. Si aucun candidat ne l'emporte au premier tour, un second est organisé le mois suivant entre les deux candidats arrivés en tête. Les candidats à la présidence et à la vice présidence se présentent sur un ticket commun. Les candidats doivent par ailleurs être membres d'un parti politique.
Le président nomme les membres du gouvernement.

## Pouvoir législatif
L'Assemblée législative unicamérale (Asamblea Legislativa) est composée de 84 membres élus au suffrage universel pour 3 ans.

## Système judiciaire
La constitution, basée sur le droit romain et civil, entra en vigueur le 23 décembre 1983. Les actes judiciaires peuvent être soumis à une Cour suprême. La majorité est atteinte à 18 ans.

## Principaux groupes de pression (lobbys)
- APROAS
- SIES
- FESINCONTRANS
- CNTS
- UNTS
- SIPES
- CTS
- STCEL
- ANEP
- ASIC
- ASI

## Participation internationale
BCIE, CACM, ECLAC, FAO, G-77, IADB, IAEA, IBRD, ICAO, ICFTU, ICRM, IDA, IFAD, IFC, IFRCS, ILO, IMF, IMO, Intelsat, Interpol, IOC, IOM, ISO (correspondant), ITU, LAES, LAIA (spectateur), MINURSO, NAM (spectateur), OAS, ONU, OPANAL, OPCW, PCA, UNCTAD, UNESCO, UNIDO, UPU, WCL, WFTU, WHO, WIPO, WMO, WToO, WTrO